# Mahabir Singh
Mahabir Singh (ur. 1 września 1964) – Indyjski zapaśnik walczący w stylu wolnym. Dwukrotny olimpijczyk. Piąty na turnieju w Moskwie 1980 i szósty w Los Angeles 1984. Startował w kategoriach 48-52 kg. 
Zajął siódme na mistrzostwach świata w 1982. Srebrny medalista mistrzostw Azji w 1979 i 1981. Mistrz Igrzysk Azji Południowej w 1985. Triumfator igrzysk Wspólnoty Narodów w 1982.  
- Turniej w Moskwie 1980 - 48 kg

Wygrał z zawodnikiem Rumunii Gheorghe Rașovanem, Wietnamczykiem Nguyễn Văn Côngiem i późniejszym mistrzem olimpijskim Włochem Claudio Pollio. Przegrał z Janem Falandysem i Siergiejem Korniłajewem z ZSRR.
- Turniej w Los Angeles 1984	- 52 kg

W pierwszej rundzie pokonał Meksykanina Bernardo Olverę, Senegalczyka Diawa i Joe Gonzalesa z USA. W rundzie finałowej wszystkie walki przegrał, kolejno z Szabanem Trsteną z Jugosławii, Japończykiem Yūji Takadą i Turkiem Arslanem Seyhanlı.
W roku 1985 został laureatem nagrody Arjuna Award.